# Tetterweinbachtal
Das Tetterweinbachtal wurde durch den gleichnamigen Tetterweinbach geformt. Die Quelle des in Tschechien Hranický potok genannten Baches befindet sich unterhalb von Hranice (Tschechien) in 540 m n.m. Der Bach mündet in die Weiße Elster zwischen Adorf und Rebersreuth.
Das Tetterweinbachtal befindet sich im oberen Vogtland. Der Vogtland Panorama Weg nutzt die Wanderwege durch dieses naturbelassene Tal. Das Tal berührt die zu Adorf gehörenden Dörfer Gettengrün und Freiberg.
Der Name Tetterwein (Todtenweinbach) begründet sich wahrscheinlich durch eine blutige Schlacht im Schmalkaldischen Krieg.
Die Talbereiche sind Teil des FFH-Gebiets Nr. 5639-301 „Tetterweinbachtal, Pfaffenloh und Zeidelweidebach“ mit einer Gesamtfläche von 127 ha. Weitere Bestandteile dieses sächsischen FFH-Gebiets sind Pfaffenloh und der Zeidelweidebach.